# María Aspióti
María-Aspasía Aspióti (en grec moderne : Μαρία-Ασπασία Ασπιώτη 1909-2000,) est une écrivaine, dramaturge, poète, éditrice de magazine et une personnalité culturelle qui a influencé la vie littéraire et culturelle du Corfou de l'après-guerre, en Grèce. Elle a publié le magazine Prosperos, entre les années 1949-1954, et Lear's Corfu, en 1965. En 1930, elle publie le livre Corfou, en français. Elle est une amie proche de l'écrivain Lawrence Durrell et a reçu la médaille de l'ordre de l'Empire britannique,,.

## Biographie

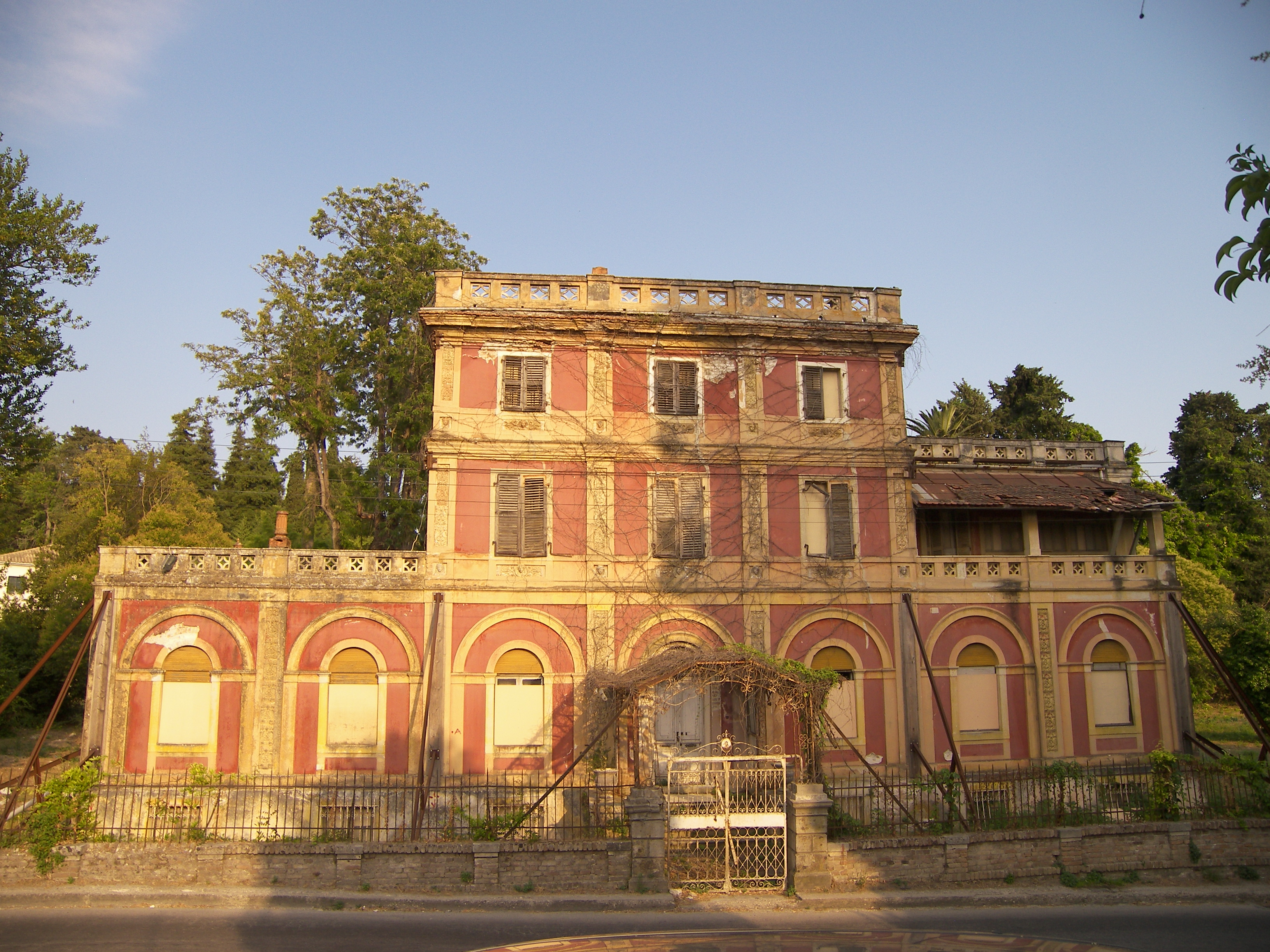
Le manoir Aspióti à Corfou.

María Aspióti est née dans une famille aisée qui vit dans le manoir Villa Rosa, dans un faubourg de la vieille ville de Corfou. Elle est la fille de Konstantinos Aspióti, un homme qui s'est enrichi en produisant en masse, dans son imprimerie, une sorte de cartes à jouer exclusives illustrées par son grand-père Nikolaos Aspióti, qui était peintre. Par la suite, son entreprise déménage à Athènes et devient Aspioti-ELKA, une imprimerie et une maison d'édition bien connue et l'une des plus importantes de son genre en Grèce,.
En 1930, María Aspióti publie le livre Corfou, en français, en coopération avec l'écrivain français René Puaux. Lawrence Durrell, dans l'introduction de sa publication Lear's Corfu, en 1965, mentionne :

« Elle est, je crois, la première amie grecque que je me suis faite et, alors qu'elle avait une vingtaine d'années, elle a écrit un livre sur Corfou en français, qui a été la première étude de l'île à tomber entre mes mains. En effet, ses connaissances sont aussi complètes que son érudition est scrupuleuse et discrète. »

Pendant la Seconde Guerre mondiale, elle devient infirmière bénévole à l'hôpital général de Corfou. En janvier 1950, elle publie le magazine Prosperos, éditions de l'Art et de la Littérature du British Council, inspiré par l'œuvre de Lawrence Durrell, Prospero's Cell.
À Corfou, elle est directrice de la branche corfiote du British Council, de 1946 à 1955, et est une amie de la famille du prince Philip. En 1955, elle démissionne de son poste de directrice du British Council pour protester contre les politiques britanniques à Chypre contre l'Énosis en essayant de supprimer l'autodétermination chypriote. Dans le même temps, elle rend à la reine la médaille de l'ordre de l'Empire britannique qu'elle avait reçue,.  Elle accuse également Durrell de trahir son philhellénisme pour quelques pièces de monnaie.
Elle a également écrit des poèmes et des pièces de théâtre. En 1956, sa première pièce de théâtre O Κουρσεμένος Γάμος (en français : Le mariage pirate) est jouée à Corfou. Ses autres œuvres littéraires sont publiées dans le magazine Prosperos et d'autres publications à Corfou.
Plus tard dans sa vie, María Aspióti n'a plus les moyens d'entretenir son manoir de la Villa Rosa et, bien que le bâtiment soit devenu délabré, elle continue à y vivre avec sa mère.